# Студёно-Ключинская волость
Студёно-Ключи́нская во́лость - волость в Казанском уезде Казанской губернии. Волостной центр - село Студёный Ключ.

## Население
| 1885  |
| ----- |
| 12378 |

На 1885 год в волости было 22 деревни, 2010 известных дворов, количество населения мужского пола - 6051 (70 русских, 5981 татар), количество населения женского пола - 6327 (81 русских, 6246 татар). Количество лиц, уходящих на заработки - 605.

## Люди, связанные с волостью
- Айдаров, Ситдик Ханафиевич (1895—1938) — актёр Татарского академического театра (1921-1933).
- Искандеров, Абдрахман Идрисович (1898—1938) — нарком земледелия ТАССР (1929-1937).
- Хамидов, Абдрахман Ризаетдинович (1923—2010) — заслуженный учитель Татарстана (1994).